# Stuart Semple
Stuart Semple (12 settembre 1980) è un artista e critico d'arte britannico, che lavora a Londra e nel Dorset. Semple è noto per le sue ampie tele che ritraggono immagini e testo. L'immersione dell'artista nella cultura popolare dà vita ad uno stile che combina l'arte figurativa contemporanea con la Pop Art. I lavori di Semple sono stati influenzati dalla Pop Art di Richard Hamilton. Tuttavia si differenziano da esso per l'esaltazione dei sentimenti di paura e minaccia..

## Vita e carriera
Semple è nato nel 1980 a Bournemouth, nel Dorset. Ha studiato arte e design al Bournemouth and Poole College e, in seguito, pittura e litografia al Bretton Hall College dello Yorkshire. Semple sostiene che la prima ispirazione per la sua attività risalga alla sua infanzia. La nonna materna dipingeva in stile impressionista e possedeva libri sull'Impressionismo che Stuart leggeva e imitava quando era bambino. Inoltre la madre lo portava spesso a visitare la National Gallery di Londra, dove ha visto per la prima volta I Girasoli di Van Gogh, all'età di sette anni. Egli definisce questo momento come cruciale per l’esordio della sua carriera artistica.

Un altro momento che ha segnato la sua vita è stato un episodio che lo ha portato vicino alla morte, a causa di una reazione allergica alle noci di cui non era a conoscenza. Nel 2000, all'età di diciannove anni, Semple è stato ufficialmente dichiarato morto per alcuni secondi. Questa notizia è stata dichiarata nel 2010, durante un'intervista da parte del giornale The Evening Standard.
“Fino a quel giorno ero un ragazzo normale, andavo alla scuola di belle arti, ero come chiunque altro… Poi ho avuto questa settimana tremenda: a causa di una grave reazione allergica alle noci la mia lingua si è gonfiata e quasi non respiravo e mi sono trovato sdraiato su un letto d’ospedale, morente.”
Non ha mai ottenuto una diagnosi dell'accaduto, ma solo una lista di cinquantatré allergie potenzialmente letali. Da questa esperienza egli ha sviluppato la fagofobia, ovvero la paura di deglutire, che gli genera reazioni di panico simili a quelle causate da uno shock anafilattico. All'inizio chiamava l'ambulanza diverse volte alla settimana, ma rifiutava ulteriori cure mediche. Durante questo periodo Semple ha convogliato tutte le sue energie nella pittura e ha iniziato a esporre i suoi quadri nei bar che frequentava. Nel 1999 Semple è stato il primo artista ad usufruire di Internet e del mondo digitale per divulgare la sua arte: ha creato una comunità online, su eBay, e ha ricevuto continue offerte per i suoi lavori. Questo approccio non convenzionale nei confronti del mondo artistico gli ha portato notorietà a livello internazionale. Il suo approccio al mondo digitale gli ha permesso di comparire sul giornale britannico The Guardian, insieme a Damien Hirst, Ai Weiwei e Edvard Munch.
All'età di ventun anni, Semple ha tenuto la sua prima mostra personale a Londra. Nel 2004 ha completato un lavoro di commemorazione delle opere inglesi, del valore di 10 milioni di sterline, distrutte durante l'incendio del Momart. Un anno dopo Semple è riuscito ad introdurre quest'opera alla Galleria Saatchi, motivando la sua richiesta con l'assenza di lavori inglesi nella galleria.
Nel 2012, Semple fu il primo artista figurativo a pubblicare un'opera tramite iTunes, un album intitolato "EXIT" ideato per essere un'esperienza totalmente digitale. Egli ha scelto di distribuire l'album mediante iTunes per accertarsi che fosse accessibile a chiunque in qualsiasi momento e da qualsiasi paese del mondo.

## Filosofia
Il 25 febbraio del 2009 Stuart Semple ha liberato 2.057 "Happy Clouds" (nuvole felici) davanti all'entrata del Tate Modern di Londra. Si tratta di faccine sorridenti fatte di elio, sapone e colorante vegetale, realizzate con un'apparecchiatura utilizzata a Hollywood per gli effetti speciali. Semple ha motivato questo evento dicendo che voleva rallegrare i passanti, suscitare un sorriso sui loro volti e creare un'atmosfera di felice. Questo evento è stato richiesto anche a Milano, al Salone Del Mobile e in seguito a Dublino, a Mosca e in Australia.
"So che in tempi come questi è facile considerare la creatività come bassa priorità, ma volevo dimostrare che un'idea artistica è in grado di fare qualcosa di importante, anche solo temporaneamente. Non capisco perché non dovremmo diffondere le "Happy Clouds" nel mondo per un po'."
Semple è famoso per le sue opere di grandi dimensioni dal carattere positivo. Tra i lavori centrati sul tema della felicità è nato "JUMP", l'installazione di un trampolino gonfiabile dalla superficie di 100 metri quadrati nella Federation Square di Melbourne.
"Penso che diventando adulti tendiamo a perdere la connessione al bambino divertente e spontaneo che eravamo una volta, troviamo scuse per non partecipare a tutte le attività che tirano su il morale... JUMP sarà in grado di rievocare il senso del divertimento che tutti abbiamo."
Nel 2013 Semple ha organizzato l'esibizione "Suspend Disbelief" (sospendi l'incredulità), vicino al Regent's Park di Westminster. Lo scopo era di fare riflettere il pubblico sulla relazione con la realtà, in cui tutti noi siamo obbligati a sospendere i dubbi per sopravvivere. Voleva spiegare che per essere coinvolti a pieno in un film o in un trucco di magia, dobbiamo sospendere il dubbio che sia tutto una finzione. Voleva trasmettere l'idea che per vivere a pieno dobbiamo sospendere il dubbio del fatto che stiamo morendo.
All'esibizione del 2014 "Anxiety Generation" (generazione dell'ansia) egli tratta il tema dell'apatia che caratterizza le nuove generazioni. Secondo Semple l'industria moderna ha suscitato nella generazioni contemporanee uno stato passivo di consumismo.
Nel 2016 ha ideato "Something Amazing" (qualcosa di fantastico), un evento tenuto contemporaneamente a Londra, Glasgow, Chelmsford, Southampton, Oxford e Nottingham, con l'obiettivo di sensibilizzare la mancanza di ovodonatrici nel Regno Unito. Semple ha decorato mille palloncini con la foto di una donna incinta. I palloncini sono stati liberati nelle città e chiunque ne avesse trovato uno, avrebbe dovuto donarlo a qualcun altro. Questo gesto simboleggia la donazione di una cosa preziosa, come un ovulo, ad un'altra persona, come una donna infertile. L'evento è stato discusso da Matilda Battersby nel quotidiano online The Independent, nella sezione dedicata a Frida Kahlo, Tracy Emin e Stuart Semple, artisti che hanno affrontato il tema tabù dell'infertilità.
Eric Bryant ha parlato di Stuart Semple e della Pop Art contemporanea sulla rivista d'arte ARTnews, cinquant'anni dopo la definizione del movimento da parte di Richard Hamilton. "Le precedenti generazioni di artisti della Pop Art esprimevano una relazione di amore e odio verso la cultura consumista, mentre gli artisti contemporanei preferiscono concentrarsi sulla paura e sulla violenza."
Nella rivista Vogue Italia, Semple ha descritto la sua relazione complicata con la cultura Pop, sviluppatasi nel post-Warhol, che è diventata oggi un linguaggio artistico universale.
Semple ha discusso sul suo blog l'influenza suscitata da una formazione avvenuta durante gli anni ottanta e descrive questo periodo come vitale per l'arte contemporanea. Egli ritiene che "la generazione degli anni ottanta [sia] una forza potente, vivace, seduttiva e fondamentalmente molto meno cupa di quelle successive.".

## Il conflitto con Anish Kapoor
Stuart Semple è entrato in conflitto con l'artista Anish Kapoor nel 2016, quando Kapoor ha acquistato il diritto esclusivo sulla pittura più nera del mondo, il "Vantablack".  Il Vantablack è una vernice composta da nanotubi di carbonio, la sostanza più scura al mondo. Il 99,965% della radiazione luminosa viene assorbita e bloccata dalla rete di nanotubi.  Il pigmento è stato ideato per uso scientifico e militare per la proprietà di mimetizzazione. Ad esempio è stato utilizzato su alcuni telescopi per limitare i riflessi e rendere possibile l'osservazione delle stelle più fioche.
Dopo aver acquistato questo diritto, Kapoor ha subito un contraccolpo all'interno della comunità artistica. L'artista Christian Furr ha dichiarato in un'intervista di "non [aver] mai sentito parlare di un artista che monopolizzasse un materiale. Tutti i migliori artisti hanno sempre avuto un debole per il nero puro -Turner, Manet, Goya... Questo nero è la dinamite del mondo artistico, dovremmo poterlo usare tutti, non è giusto che appartenga esclusivamente ad un individuo." Per rivendicare l'azione di Kapoor, Semple ha prodotto "PINK", la pittura rosa più rosa del mondo. Egli ha esplicitamente proibito a Kapoor di acquistare il pigmento, affermando: "Tutti ricordiamo i bambini che a scuola non prestavano le loro matite colorate a nessuno, questi rimanevano soli, senza amici. Va bene, Anish può avere il suo nero, ma noi dipingeremo con l'arcobaleno!".
Gli acquirenti della pittura "PINK" devono fare una dichiarazione legale prima dell'approvazione dell'acquisto, affermando di: "non essere Anish Kapoor, non avere alcuna affiliazione a Anish Kapoor, non eseguire l'acquisto per conto di Anish Kapoor o un socio di Anish Kapoor."
Kapoor è riuscito comunque ad appropriarsi della pittura attraverso quella che Rosin O'Connor ha definito "una delle più spettacolari manifestazioni di meschinità degli ultimi anni". Kapoor ha annunciato il fatto di essere in possesso del "PINK" pubblicando sul suo account Instagram una foto del suo dito medio intinto nel colore. Diversi utenti hanno commentato il post con l'hashtag #Sharetheblack (condividi il nero).
Il 3 febbraio 2017 Semple ha risposto a Kapoor creando una sua versione del Vantablack, conosciuto come "Better Black" (nero migliore). Semple ammette che la pittura non sia perfetta, ma è migliore perché disponibile e accessibile a tutti. Il "Better Black" si presenta come un pigmento e una "super base" con cui mescolare il pigmento per creare una tecnologia simile a quella del Vantablack.
Il 20 marzo 2017 Semple ha realizzato una seconda versione del "Better Black", il "Black 2.0", che si presenta direttamente in forma liquida, aromatizzata alla ciliegia. Semple dichiara che non si tratti della pittura più nera al mondo, ma della pittura più nera disponibile a chiunque.

## Mostre personali[38]
- 2015 'My Sonic Youth', Fabien Castanier, Los Angeles
- 2015 'My Happy Place', Coventry Centre of Contemporary Art, Coventry
- 2015 'The Artist Is In Residence', Bulgari Hotel, Londra
- 2014 'Anxiety Generation', Delahunty, Londra
- 2014 'Happy Cloud', Geelong After Dark, Australia
- 2014 'Happy Cloud', Night At The Museum, Mosca
- 2014 'Happy Cloud', First Fortnight Festival, Dublino
- 2013 ‘Suspend Disbelief’, The Heritage Rooms, Victoria House, Londra
- 2013 'JUMP', Federation Square, Melbourne, Australia
- 2013 ‘Every Now And Then I Fall Apart’, ART13, Londra
- 2012 'Everlasting Nothing Less', Galleria Uno+Uno, Milano
- 2012 'It's Hard To Be a Saint In This City', The Space, Hong Kong
- 2010 'The Happy House', Morton Metropolis, Londra
- 2009 'Lipstick Vogue', Cat Street Gallery, Hong Kong
- 2009 'Everlasting Nothing Less', Anna Kustera, New York
- 2009 'Everlasting Nothing Less', Anna Kustera, Londra
- 2009 'Born To Run', Bari
- 2009 'Happy Cloud', Salone Della Mobile, Milano
- 2009 'Happy Cloud', Londra
- 2008 'Cult of Denim', Selfridges, Londra
- 2008 'Pop Disciple', Aus18, Milano
- 2007 'Fake Plastic Love', Truman Brewery & Martin Summers Fine Art, Londra
- 2006 'Epiphany', Martin Summers Fine Art, Londra
- 2005 'Post Pop Paradise', SKIT, Londra
- 2002 'Stolen Language – The Art of Nancyboy', A&D Gallery, Londra
- 2000 'Nancyboy Paintings', Pause, Londra

## Collezioni[38]
- David Roberts Foundation / Londra
- Niarchos Foundation / Atene
- Getty Collection / Sud Africa
- sammlung FIEDE / Aschaffenburg
- Collezioni private